# كلوريد التيتانيوم الرباعي
كلوريد التيتانيوم الرباعي (أو رباعي كلوريد التيتانيوم) هو مركب كيميائي صيغته TiCl4، ويوجد في الشروط القياسية على شكل سائل عديم اللون. 
يعد هذا المركب مهماً في إنتاج فلز التيتانيوم وفق عملية كرول.

## التحضير
يحضر المركب من تفاعل ثنائي أكسيد التيتانيوم مع الكربون والكلور عند درجات حرارة تتراوح بين 700–1000 °س.
{\displaystyle {\ce {TiO2 + 2C + 2Cl2 -> TiCl4 + 2CO}}}

## الخواص
يوجد المركب في الشروط القياسية على شكل سائل عديم اللون، وهو قابل للتقطير. عند التماس مع الماء يتفاعل رباعي كلوريد التيتانيوم وفق تفاعل حلمهة ليعطي ثنائي أكسيد التيتانيوم وكلوريد الهيدروجين.

## الاستخدامات
يستخدم رباعي كلوريد التيتانيوم بشكل واسع في المختبرات الكيميائية، لكونه من أحماض لويس القوية؛ فهو يستخدم في تكاثف كنوفيناغل؛ كما يستخدم ضمن تركيب حفازات تسيغلر-ناتا؛ كما يستخدم في إنتاج ثنائي أكسيد التيتانيوم.